# Вигорс, Николас Эйлуорд
Николас Эйлуорд Вигорс (ирл. Nicholas Aylward Vigors, 1785, Олдлохлин, Карлоу, Ирландия — 26 октября 1840, Лондон, Великобритания) — ирландский зоолог и политический деятель. Известен прежде всего как автор около 40 работ по изучению птиц.

## Биография
Родился в 1785 году в небольшом городке Олдлохлин, графство Карлоу, Ирландии. В 1803 году поступил в Тринити-колледж при Оксфордском университете, однако в 1809 году перед самым его окончанием приостановил обучение и поступил на военную службу, получив звание младшего лейтенанта в Гвардейском гренадерском полку. В составе англо-испано-португальской коалиции участвовал в войне на Пиренейском полуострове против армии Наполеона, где в 1811 году был серьёзно ранен. Уволившись из армии, вернулся в Оксфорд и окончил учебное заведение, в 1818 году получив степень бакалавра, а в 1818 степень магистра. В 1832 году получил степень доктора гражданского права.
После окончания обучения Вигорс полностью занялся зоологией, собрав большую коллекцию животных, особенно птиц и насекомых. В 1819 Вигорс становится действительным членом Лондонского Линнеевского общества, и в рамках этой организации опубликовывает труд «On the Natural Affinities that connects the Orders and Families of Birds» («Естественное родство между отрядами и семействами птиц»), в котором устанавливает порядок нижестоящих таксоны класса Птиц.
В 1826 году становится одним из основателем Зоологического общества Лондона (англ. Zoological Society of London); будучи первым секретарём этой организации, возглавляет её до 1933 года. В том же 1826 году Вигорс становится членом Лондонского Королевского общества, членом Королевской Ассоциации (англ. Royal Institution) и членом Ирландской королевской академии (англ. Royal Irish Academy).
После смерти отца в 1828 году Вигор возвращается в родное имение в графство Карлоу. В 1832—1835 годы принимает участие в работе местного парламента, где занимает радикальную либеральную позицию, однако выступает редко. Скончался Вигор в своём доме в Лондоне 26 октября 1840 года, похоронен Вигор в кафедральном соборе города Олд-Лейглин. Хоть Вигор и не был ни разу женат, после него остался сын Фердинанда (Ferdinand Vigors) 1814 года рождения.

## Научное наследие
Начиная с 1825 года, Вигор публикует около 40 статей по орнитологии в научных журналах, в том числе 6 из них в соавторстве с другими учёными. Является последователем квинарной, или пятеричной системы (англ. Quinarian system) МакЛея — упорядоченной системы, в которой на каждом уровне иерархии каждый таксон делится строго на пять таксонов следующего, более низкого, уровня. В 1828—1835 гг вместе с Томасом Беллом издаёт Зоологический журнал (The Zoological Journal). Пишет раздел «Орнитология» для книги «Зоология путешествия капитана Бичи» («The zoology of Captain Beechey’s voyage», 1839) Генри Бона (Henry G. Bohn), посвящённой фауне Тихого океана и Берингова пролива. Помогает британским орнитологам Прайдоксу Селби (Prideaux John Selby) и сэру Уильяму Джардину (William Jardine) в создании литографии «Illustrations of Ornithology» (1826—1843) — серии описаний и иллюстраций о британских видах птиц.
Некоторые публикации:
- An inquiry into the nature and extent of poetic licence / by Vigors, Nicholas Aylward, 1785—1840 London : printed for J. Mackinlay, by T. Bensley, 1810
- A century of birds from the Himalaya Mountains / by Gould, John, 1804—1881 Letterpress by N. A. Vigors. London, 1832